# Batalla de Fitjar
La batalla de Fitjar (idioma noruego: Slaget ved Fitjar på Stord) tuvo lugar en el año 961 en Fitjar en Stord, condado de Hordaland, Noruega. Fue la última batalla de la guerra entre Erico I de Noruega y su tío Haakon el Bueno por el poder sobre Noruega. También fue un conflicto que formaba parte de un pulso entre Noruega y Dinamarca por el control del fiordo de Oslo.
Harald, hijo de Erik Hachasangrienta (Eirikssønnene) llegó sin previo aviso al reino de Hordaland en 961 sorprendiendo al rey en Fitjar. Las fuerzas de Haakon ganaron la batalla, pero el rey fue mortalmente herido. Según el escaldo islandés Snorri Sturluson, el rey pidió a los noruegos que aceptasen a los hijos de Erik Hachasangrienta como sucesores para evitar la guerra civil.
Tras la muerte de Haakon, Harald II y sus hermanos se convirtieron en monarcas de Noruega, pero tenían muy poca autoridad e influencia al oeste del país. Harald era el más poderoso de los hermanos y por derecho también el mayor de los que sobrevivían. La sucesión por lo tanto cayó sobre él, convirtiéndose en Harald II de Noruega. No obstante, los noruegos todavía sufrieron las consecuencias de tantos años de guerra.

## Legado
Hákonarmál es un poema escáldico de Eyvindr skáldaspillir que se compuso en homenaje al caído rey Haakon el Bueno en la batalla y su entrada gloriosa en el Valhalla. Existe un parque llamado "Håkonarparken" en Fitjar, donde se erige una estatua del rey Haakon rememorando la batalla.
El escudo de armas del municipio de Fitjar muestra un casco dorado, que según la leyenda el rey usó en la mencionada batalla.